# Íñigo López de Mendoza (1536-1601)
Íñigo López de Mendoza de la Vega y Luna (15 de marzo de 1536-29 de agosto de 1601) fue el V duque del Infantado y IV marqués de Cenete, dos veces grande de España.

## Biografía
Era hijo de Diego Hurtado de Mendoza y Aragón (1519-1563), que falleció antes que su padre y fue el VI conde de Saldaña y VII virrey de Navarra, y había casado con María de Mendoza y Fonseca, III marquesa de Cenete, grande de España. Heredó el ducado del Infantado de su abuelo, muy estimado por Felipe II, al que acompañó a su boda con María Tudor a Inglaterra (1556) y al que alojara en su palacio de Guadalajara en su boda con Isabel de Valois (1560). Tuvo una gran colección de arte.

## Matrimonio y descendencia
Contrajo matrimonio, en 1552, con Luisa Enríquez de Cabrera (m. 1603), hija de Luis Enríquez y Téllez-Girón, II duque de Medina Rioseco, grande de España, y de Ana de Cabrera y Moncada. Fueron padres de doce hijos, entre ellos:
- Ana (1554-1633),[4] que su padre casó con su hermano Rodrigo para evitar pleitos sucesorios en el mayorazgo,[3] y fue la VI duquesa del Infantado y otros títulos.
- Isabel de Mendoza y Enríquez (m. 1593), que fue la tercera esposa de Lorenzo Suárez de Figueroa y Córdoba, II duque de Feria, grande de España.[4]
- Juana de Mendoza y Enríquez, casada con Alonso Diego López de Zúñiga y Sotomayor, VI duque de Béjar, grande de España.[4]
- Mencía de Mendoza Enríquez de Cabrera casó con Antonio Álvarez de Toledo y Beaumont V duque de Alba de Tormes.[5][4]